# 국제건축가협회
국제건축가협회(International Union of Architects, 프랑스어: Union internationale des Architectes; UIA)는 전 세계 약 320만 명의 건축가를 대표하는 유일한 국제 비정부 기구이다.

## 정보
UIA는 1948년 6월 28일 스위스 로잔에서 Comité permanent international des Architectes와 Réunion International des Architectes의 합병으로 설립되었다. 사무국은 파리 (프랑스)에 위치해 있다. 이 조직은 유네스코, UNCHS, ECOSOC, 유엔 산업 개발 기구, 세계보건기구 및 세계무역기구를 포함한 대부분의 유엔 기관으로부터 유일한 글로벌 건축 조직으로 인정받고 있다. 현재(2023~2026년) 회장은 스위스 출신의 레지나 곤티에르이다.
UIA는 회원 섹션을 통해 100개 이상의 국가 및 지역에 대표되어 있으며, 지리적으로 다섯 개 지역으로 분류된다.
- 지역 I: 서유럽
- 지역 II: 동유럽
- 지역 III: 아메리카
- 지역 IV: 아시아 및 오세아니아
- 지역 V: 아프리카

## 통치 기구
UIA의 통치 기구는 다음과 같다.
- 총회: 이사회 위원 외에 UIA 회원 섹션의 대표로 구성된 UIA의 최고 기관.
- 이사회: 총회 회의 사이에 이사회는 연합의 업무를 관리하고 지시하는 역할을 한다. 이사회는 사무국 위원 외에 UIA의 다섯 개 지역에서 각각 4명의 선출직 위원으로 구성된다.
- 사무국: 회장, 직전 회장, 사무총장, 재무 담당자 및 각 지역의 부회장으로 구성된다.

## 역대 회장
- 패트릭 애버크롬비, 영국 (1948–1953)
- 장 츠슈미, 스위스 (1953–1957)
- 헥토르 마르도네스 레스타트, 칠레 (1957–1961)
- 로버트 매튜스 경, 영국 (1961–1965)
- 외젠 보두앙, 프랑스 (1965–1969)
- 라몬 코로나 마르틴, 멕시코 (1969–1972)
- 게오르기 오를로프, 소련 (1972–1975)
- 자이 랏탄 발라, 인도 (1975–1978)
- 루이스 드 몰, 미국 (1978–1981)
- 라파엘 데 라 호스, 스페인 (1981–1985)
- 게오르기 스토일로프, 불가리아 (1985–1987)
- 로드 해크니, 영국 (1987–1990)
- 올루페미 마제코둔미, 나이지리아 (1990–1993)
- 하이메 두로, 스페인 (1993–1996)
- 사라 토펠손, 멕시코 (1996–1999)
- 바실리스 스구타스, 그리스 (1999–2002)
- 자이메 레르네르, 브라질 (2002–2005)
- 게탕 시우, 모리셔스 (2005–2008)
- 루이즈 콕스, 오스트레일리아 (2008–2011)
- 알베르트 뒤블레르, 프랑스 (2011–2014)
- 에사 모하메드, 말레이시아 (2014–2017)
- 토마스 보니에르, 미국 (2017–2021)
- 호세 루이스 코르테스, 멕시코 (2021–2023)

## 회의
UIA 세계 총회는 전 세계 건축가들이 전문적, 문화적 교류를 하는 주요 행사로, 전 세계에서 수천 명의 참가자가 모인다. 각 행사는 국제 건축, 계획 및 건설 분야의 저명한 인사들이 개발한 다양한 건축 관련 주제에 초점을 맞춘다. 토론, 전시회, 투어 및 네트워킹 행사는 UIA 총회를 건축 전문가, 동료, 친구 및 학생들을 위한 완벽한 만남의 장으로 만든다.
UIA 총회는 주최 UIA 회원 섹션이 조직한다. 총회 유치 신청은 UIA 총회에 제출되며 행사 6년 전에 투표로 선정된다.

1948년부터 2026년까지의 총회 목록
| 번호 | 연도 | 장소             | 주제                                                       |
| ---- | ---- | ---------------- | ---------------------------------------------------------- |
| 1차  | 1948 | 로잔             | 건축, 새로운 과제에 직면하다                               |
| 2차  | 1951 | 라바트           | 건축, 새로운 과제를 어떻게 다루는가                        |
| 3차  | 1953 | 리스본           | 갈림길에 선 건축                                           |
| 4차  | 1955 | 헤이그           | 건축과 건축의 진화                                         |
| 5차  | 1958 | 모스크바         | 건설과 재건                                                |
| 6차  | 1961 | 런던             | 새로운 기술과 새로운 재료                                  |
| 7차  | 1963 | 아바나           | 저개발 국가의 건축                                         |
| 8차  | 1965 | 파리 (프랑스)    | 건축가 양성                                                |
| 9차  | 1967 | 프라하           | 건축과 인간 환경                                           |
| 10차 | 1969 | 부에노스아이레스 | 사회적 요인으로서의 건축                                   |
| 11차 | 1972 | 바르나           | 건축과 여가                                                |
| 12차 | 1975 | 마드리드         | 창의성과 기술                                              |
| 13차 | 1978 | 멕시코시티       | 건축과 국가 발전                                           |
| 14차 | 1981 | 바르샤바         | 건축, 인간, 환경                                           |
| 15차 | 1985 | 카이로           | 건축가의 현재와 미래 임무                                  |
| 16차 | 1987 | 브라이턴         | 주거와 도시 - 내일의 세계를 건설하다                       |
| 17차 | 1990 | 몬트리올         | 문화와 기술                                                |
| 18차 | 1993 | 시카고           | 갈림길에 선 건축 - 지속 가능한 미래를 위한 설계            |
| 19차 | 1996 | 바르셀로나       | 현재와 미래. 도시의 건축                                   |
| 20차 | 1999 | 베이징시         | 21세기 건축                                                |
| 21차 | 2002 | 베를린           | 자원 건축                                                  |
| 22차 | 2005 | 이스탄불         | 건축의 그랜드 바자르                                       |
| 23차 | 2008 | 토리노           | 건축 전달하기                                              |
| 24차 | 2011 | 도쿄도           | 디자인 2050 재난을 넘어, 연대를 통해, 지속 가능성을 향하여 |
| 25차 | 2014 | 더반             | 다른 곳의 건축                                             |
| 26차 | 2017 | 서울특별시       | 도시의 영혼                                                |
| 27차 | 2020 | 리우데자네이루   | 모든 세계. 하나의 세계. 21세기 건축.                       |
| 28차 | 2023 | 코펜하겐         | 지속 가능한 미래를 위한 디자인                             |
| 29차 | 2026 | 바르셀로나       | 오늘 하루, 내일                                            |

## 세계 건축 수도
2018년 11월 23일, UIA는 유네스코와 함께 새로운 공동 라벨인 세계 건축 수도에 대한 양해각서를 발표했다. 이 타이틀은 UIA 세계 총회 주기에 따라 3년마다 수여된다. 2020년부터 세계 총회는 항상 해당 세계 수도에서 개최되었다. 이를 위한 공식적인 신청 절차가 있다. 세계 총회는 다음 세계 총회 연도의 세계 수도를 신청서 후보 목록에서 선정하며, 공식 발표는 유네스코 사무총장이 한다. 2020년에는 리우데자네이루가 세계 건축 수도였고, 2023년에는 코펜하겐 그리고 2026년에는 바르셀로나가 선정되었다. 해당 세계 수도에서는 한 해 동안 프로그램과 일련의 주요 행사가 진행된다.

## UIA 금메달
1984년부터 이 조직은 또한 UIA 금메달을 수여하여 인간과 사회에 제공한 서비스의 질을 통해 그들의 작품과 전문적인 실무로 자신을 구별한 건축가(또는 건축가 그룹)에게 영예를 안겨준다. 역대 수상자는 다음과 같다.
| 연도 | 건축가                    | 국가     |
| ---- | ------------------------- | -------- |
| 1984 | 하산 파티                 | 이집트   |
| 1987 | 레이마 피에틸라           | 핀란드   |
| 1990 | 찰스 코레아               | 인도     |
| 1993 | 마키 후미히코             | 일본     |
| 1996 | 라파엘 모네오             | 스페인   |
| 1999 | 리카르도 레고레타 빌치스  | 멕시코   |
| 2002 | 렌초 피아노               | 이탈리아 |
| 2005 | 안도 타다오               | 일본     |
| 2008 | 테오도로 곤살레스 데 레온 | 멕시코   |
| 2011 | 알바루 시자 비에이라      | 포르투갈 |
| 2014 | 아이 엠 페이              | 미국     |
| 2017 | 이토 도요오               | 일본     |
| 2021 | 파울루 멘데스 다 로차     | 브라질   |

## UIA 3년 주기상
UIA는 또한 다음 다섯 가지 상을 수여한다.
- 도시 계획 및 디자인 부문 패트릭 애버크롬비 상
- 건축 기술 부문 오귀스트 페레 상
- 건축 글쓰기 및 비평 부문 장 츠슈미 상
- 지속 가능하고 인간적인 환경 부문 로버트 매튜 상
- 빈곤층을 위한 건축 구현 부문 바실리스 스구타스 상

## 국제 디자인 공모전
UIA는 국제 건축 공모전을 주관한다.
- 퐁피두 센터, 파리 (프랑스)
- 인디라 간디 센터, 뉴델리
- 프랑스 국립 도서관, 파리
- 국립서울박물관
- 프라도 국립 박물관, 마드리드 (재건축 및 확장)
- 오페라 하우스, 시드니